# Interior (película)
Interior es una película colombofrancesa estrenada en 2018 y dirigida por Camila Rodríguez Triana. La película, segundo largometraje de Rodríguez, ganó en la categoría de mejor película en el Festival Internacional de Cine de Lima el mismo año de su estreno y obtuvo una nominación para el premio Doc Alliance en el festival Doclisboa.

## Sinopsis
La película transcurre en la habitación de un humilde hostal en Cali, una de las ciudades más grandes de Colombia. Por esta habitación transcurren personas y sus variopintas historias, que dejan sus recuerdos allí para después continuar su viaje. Las historias de estas personas son un claro reflejo de la sociedad colombiana, sus problemas, sus penas y sus esperanzas.

## Reparto
- Johana Luna
- Juan Pablo Pardo
- Libardo Serna
- Alba Lucía Cardona